# Granma (jacht)
MY Granma – jacht motorowy użyty do transportu grupy kubańskich rewolucjonistów pod przywództwem Fidela Castro na rodzinną wyspę w 1956.

## Historia
Osiemnastometrowy jacht, zbudowany w 1943, był jednostką pełnomorską, motorową, przeznaczoną dla 12 osób. W 1956 został odkupiony od dotychczasowego właściciela przez Kubańczyków należących do Ruchu 26 lipca.
25 listopada 1956 jacht wypłynął z Meksyku, a na jego pokładzie znajdowało się 82 rewolucjonistów. 2 grudnia 1956 partyzanci wylądowali na Kubie i – podobnie jak 3 lata wcześniej (atak na koszary w Moncada) – zostali rozgromieni przez wojsko rządowe. Zdołało uratować się jedynie dwunastu uczestników potyczki, w tym sam Castro, jego brat Raúl oraz Che Guevara – uciekając przed wojskiem, schronili się w niedostępnych górach Sierra Maestra.
Obecnie jacht znajduje się w Muzeum Rewolucji (Museo de la Revolución) w Hawanie, jego replika stoi też w Parku Narodowym Desembarco del Granma. Po objęciu władzy przez Castro imieniem jachtu nazwano jedną z prowincji kraju oraz (wydawany od 1965) dziennik będący oficjalnym organem Komitetu Centralnego Komunistycznej Partii Kuby.